# Ruszkowo (gmina)
Ruszkowo – dawna gmina wiejska istniejąca w latach 1867–1954 w guberni warszawskiej, w woj. warszawskim, pomorskim i bydgoskim. Początkowo siedzibą gminy była wieś Ruszkowo, a następnie (w Rosji) Połajewo Stare. W Polsce siedzibą władz gminy była Kalina.

## Historia
Gmina zbiorowa Ruszkowo powstała w związku z reformą administracyjną Królestwa Polskiego w 1867 roku. Należała do powiatu radziejowskiego (od 1871 nieszawskiego) w guberni warszawskiej. 
W okresie międzywojennym gmina Ruszkowo należała do powiatu nieszawskiego w woj. warszawskim.
20 października 1933 gminę Boguszyce podzielono na 34 gromad (sołectw): Broniszewo, Byszewo, Cegielnia-Rudki, Goplana, Kalina, Katarzyna, Kaźmierowo, Koszewo, Morzyczyn, Noć, Nowa Wieś, Obory, Pagórki, Paulina, Piastowo, Połajewek, Połajewo, Przedłóż, Przewóz, Racięcin, Ruda Nowa, Ruda Stara, Rudzk Duży, Rudzk Mały, Ruszkowo, Ruszkówek, Słomkowo, Sokoły, Straszewo, Wilcza Kłoda, Włodzimiery, Wywoźnia, Zaborowo i Zygmuntowo.
Była to najdalej na zachód położona gmina województwa warszawskiego o ekstremalnie peryferyjnym położeniu względem jego stolicy – Warszawy, w związku z czym  przeniesiono ją 1 kwietnia 1938 wraz z całym powiatem nieszawskim do woj. pomorskiego.
Po wojnie gmina weszła w skład terytorialnie zmienionego woj. pomorskiego. 12 marca 1948 roku powiat nieszawski przemianowano na powiat aleksandrowski, a woj. pomorskie 6 lipca 1950 roku na woj. bydgoskie. Według stanu z 1 lipca 1952 roku gmina składała się nadal z 34 oryginalnych gromad.
Gmina została zniesiona 29 września 1954 roku wraz z reformą wprowadzającą gromady w miejsce gmin.
Jednostki nie przywrócono 1 stycznia 1973 roku po reaktywowaniu gmin. 25 z jej dawnych gromad (sołectw) weszło w skład nowej gminy Wierzbinek a 9 w skład gminy Piotrków Kujawski w powiecie radziejowskim w województwie bydgoskim. Od 1999 gmina Wierzbinek należy do powiatu konińskiego w województwie wielkopolskim, a gmina Piotrków Kujawski do powiatu radziejowskiego w województwie kujawsko-pomorskim.